# 시즈란
시즈란(러시아어: Сы́зрань)는 사마라주의 도시이고, 볼가강에 면해있다. 인구는 17만3,000명(1985년)이다.
1683년에 건설된 요새로 건설되었다가, 1796년에 도시로서 등록되었다.

## 자매 도시
- 중국 핑딩산 시 (2000)

## 주목할 만한 사람들
- 콘스탄틴 페딘, 소설가/작가
- 알렉세이 톨스토이, 작가
- 아르카디 오스트롭스키, 작곡가
- 안드레이 시냐프스키, 작가
- 미하일 코르니옌코, 우주비행사
- 글루코자, 가수
- 빅토르 니키틴, 가수
- 예카테리나 베트코바, 핸드볼 선수